# Озерки (Чаришський район)
Озе́рки (рос. Озёрки) — село у складі Чаришського району Алтайського краю, Росія.

## Населення
Населення — 109 осіб (2010; 160 у 2002).
Національний склад (станом на 2002 рік):
- росіяни — 94 %